# 馬林斯基波薩德區

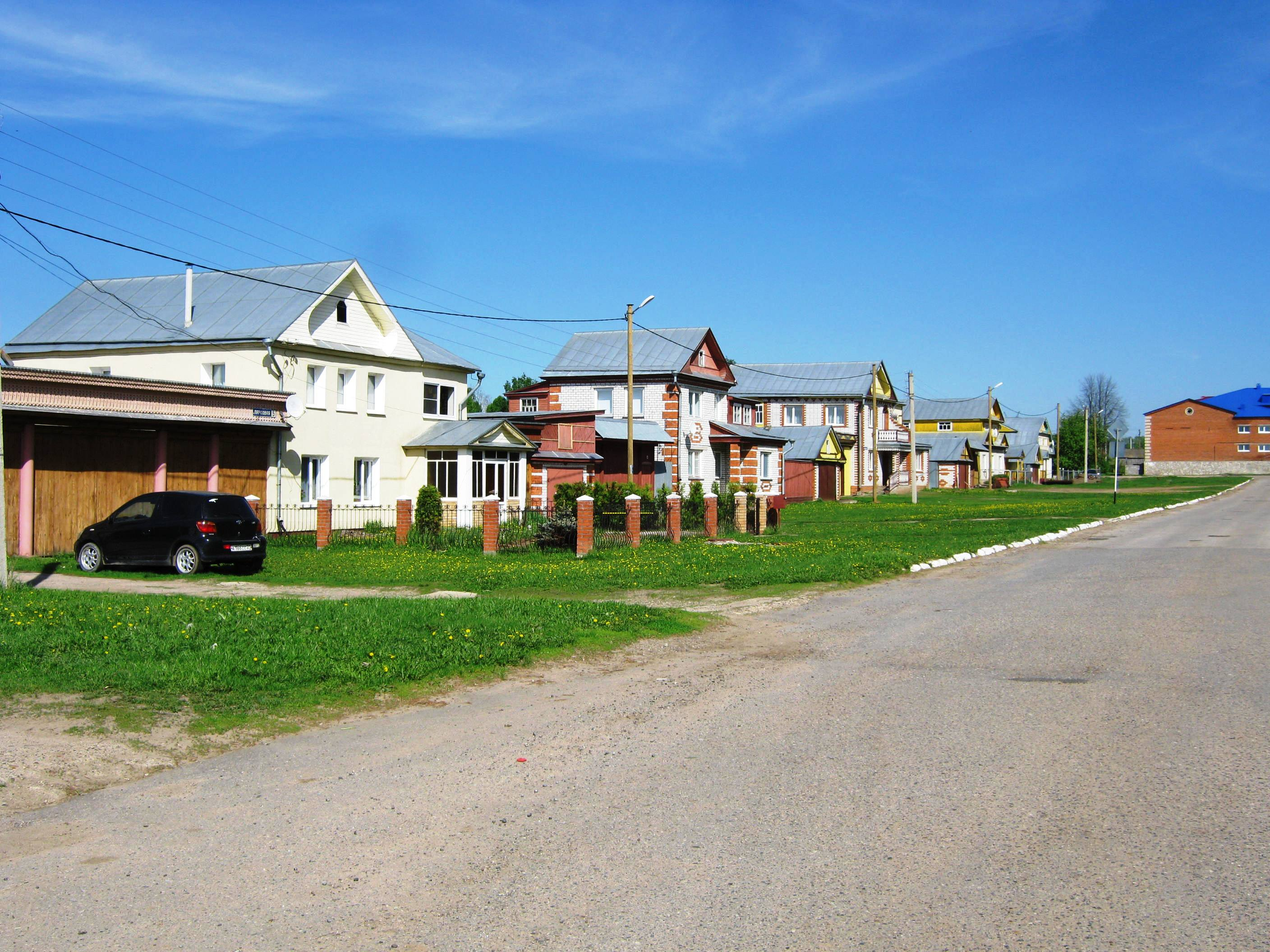

56°07′N 47°43′E / 56.117°N 47.717°E
馬林斯基波薩德區（俄语：Мариинско-Посадский район），是俄羅斯的一個區，位於該國西部，由楚瓦什共和國負責管轄，面積686.1平方公里，2010年人口23,895，人口密度每平方公里34.83人。